# Canapa (araldica)
In araldica la pianta di canapa compare raramente e quasi esclusivamente nell'araldica civica.

D'oro, alla pianta di canapa di verde, nascente dalla punta, accompagnata in capo da due macine di rosso (Chenevières,  Francia)
Partito: il 1°, di azzurro, al campanile coperto, di argento, murato di nero, finestrato di cinque, due, due, una, dello stesso, fondato sulla pianura, di verde; il 2°, d'oro, alle tre fasce di rosso, con la pianticella di canapa sradicata e attraversante, d'argento (Prascorsano)
D'argento, al ramoscello di canapa fogliato di verde e fiorito d'oro (Wangen-Brüttisellen, Svizzera)
Fasciato d'oro e di rosso, alla pianta di canapa d'argento, sradicata, attraversante (stemma della famliglia Valperga)